# توماس كلايتون ديفيس
توماس كلايتون ديفيس هو دبلوماسي وقاضي وسياسي كندي، ولد في 6 سبتمبر 1889 في كندا، وتوفي في 21 يناير 1960 في نفس البلد. انتخب سفير وانتخب عضو المجلس التشريعي من ساسكاتشوان وانتخب Legislative Assembly of Saskatchewan ‏ عن دائرة برينس ألبرت (1925 – 1939).